# Bolko I van Schweidnitz
Bolko I van Schweidnitz ook bekend als Bolko I van Jauer bijgenaamd de Strenge (circa 1253 - 9 november 1301) was vanaf 1278 hertog van Jauer, vanaf 1286 hertog van Löwenberg en vanaf 1291 hertog van Schweidnitz en hertog van Münsterberg. Hij behoorde tot de Silezische tak van het huis Piasten.

## Levensloop
Hij was de tweede zoon van hertog Bolesław II van Liegnitz en Hedwig van Anhalt, dochter van vorst Hendrik I van Anhalt.
Na de dood van zijn vader in 1278 verdeelden Bolko I en zijn broers Hendrik V en Bernard het grondgebied van hun vader, waarbij Bolko I en Bernard gezamenlijk hertog van Jauer werden, terwijl Hendrik V hertog van Liegnitz werd. In 1281 verdeelden Bolko I en Bernard het hertogdom Jauer onderling, waarbij Bolko I Jauer behield en Bernard hertog van Löwenberg werd. Nadat Bernard in 1286 zonder nakomelingen overleed, werd Bolko hertog van Löwenberg, waarmee hij Jauer en Löwenberg opnieuw verenigde. Nadat zijn broer Hendrik V in 1290 ook hertog van Breslau was geworden, kreeg Bolko in 1291 een aantal gebieden van hem. Op deze manier werd hij ook hertog van Schweidnitz en hertog van Münsterberg.
In 1295 wilde koning Wenceslaus II van Bohemen zijn erfrechten op Silezië laten bevestigen door Rooms-Duits koning Adolf van Nassau. Bolko nam daarop een vijandige houding aan tegenover Wenceslaus II en plande daarop een militaire expeditie naar Bohemen en bezette de pas van Landeshut. Omdat Bolko zich echter niet sterk genoeg voelde om zich te verdedigen, plaatste hij zijn grondgebieden op 1 februari 1296 onder bescherming van paus Bonifatius VIII.
Hetzelfde jaar overleed zijn oudere broer Hendrik V, waarna Bolko regent werd voor zijn minderjarige neven, die de hertogdommen Liegnitz, Breslau en Brieg hadden geërfd. De burgers van Breslau, die liever Wenceslaus II van Bohemen als regent hadden gezien, weigerden hem te aanvaarden als regent, maar nadat Bohemen Bolko uitdrukkelijk steunde als regent, onderwierpen de burgers van Breslau zich aan hem. Hij bleef regent tot aan zijn dood in 1301.
Na zijn dood werd Bolko I begraven in de abdij van Grüssau, die hij in 1292 zelf had opgericht. Zijn minderjarige zoons Bernard II, Hendrik I en Bolko II erfden zijn grondgebieden, maar omdat ze nog niet zelfstandig konden regeren, werd markgraaf Herman van Brandenburg regent. Het regentschap van zijn minderjarige neven ging dan weer naar koning Wenceslaus II van Bohemen, wiens invloed in Silezië hierdoor versterkte.

## Huwelijk en nakomelingen
Op 4 oktober 1284 huwde hij in Berlijn met Beatrix van Brandenburg (1270-voor 1316), dochter van markgraaf Otto V van Brandenburg. Ze kregen volgende kinderen:
- Judith (1287-1320), huwde in 1299 met hertog Stefanus I van Neder-Beieren
- Bolko (1288-1300)
- Beatrix (1290-1322), huwde in 1308 met hertog Lodewijk IV van Opper-Beieren, later Rooms-Duits koning en keizer van het Heilig Roomse Rijk
- Bernard II (1291-1326), hertog van Schweidnitz
- Hendrik I (1292/1296-1346), hertog van Jauer en hertog van Glogau
- Elisabeth (1300)
- Margaretha (1300)
- Bolko II (1300-1341), hertog van Münsterberg
- een vroeg gestorven zoon (1301-1307)
- Anna (1301-voor 1334), abdis in het Sint-Claraklooster van Strzelin